# Будолюбівка
Будолюбівка (Буда-Любівка, рос. Буда-Любовка) — колишнє село у Христинівській волості Овруцького повіту Волинської губернії та Переїздівській (Будо-Любівській, Журбівській) сільській раді Овруцького району Коростенської і Волинської округ, Київської та Житомирської областей. У 1923—60 роках — адміністративний центр колишньої однойменної сільської ради.

## Населення
У 1906 році кількість населення становила 52 особи, дворів — 7, у 1923 році, разом з прилеглими хуторами — 83 двори та 356 мешканців.
Відповідно до результатів перепису населення СРСР, кількість населення, станом на 12 січня 1989 року, становила 53 особи.

## Історія
У 1906 році — Буда-Любівка, хутір Христинівської волості (2-го стану) Овруцького повіту Волинської губернії. Відстань до повітового центру, м. Овруч, становила 24 версти, до центру волості, с. Христинівка — 18 верст. Найближче поштово-телеграфне відділення розташовувалося в Овручі.
У 1923 році — сільце Буда-Любівка, увійшло до складу новоствореної Будо-Любівської сільської ради, яка, 7 березня 1923 року, включена до складу новоутвореного Овруцького району Коростенської округи, адміністративний центр ради. Відстань до районного центру, м. Овруч, становила 30 верст. На 1 вересня 1946 року, відповідно до довідника з адмінустрою 1946 року — с. Буда-Любівка.
8 червня 1960 року, відповідно до рішення Житомирського облвиконкому № 592 «Про перейменування деяких сільських рад в районах області», адміністративний центр Будо-Любівської сільської ради перенесено до с. Журба з перейменуванням ради на Журбівську (згодом — Переїздівська). Станом на 1 січня 1972 року, відповідно до довідника з адмінустрою — с. Будолюбівка.
23 липня 1991 року, відповідно до постанови Кабінету Міністрів Української РСР № 106 «Про організацію виконання постанов Верховної Ради Української РСР…», село віднесене до зони гарантованого добровільного відселення (третя зона) внаслідок аварії на Чорнобильській АЕС.
Зняте з обліку 15 квітня 1995 року, відповідно до рішення Житомирської обласної ради.

## Відомі люди
- Сташкевич Анатолій Трохимович (нар. 1955) — доктор медичних наук, професор, Заслужений лікар України[9].